# Borókavágó
A borókavágó (Mycerobas carnipes) a madarak osztályának verébalakúak (Passeriformes) rendjébe és a pintyfélék (Fringillidae) családjába tartozó faj.

## Rendszerezése
A fajt Brian Houghton Hodgson angol természettudós, néprajzkutató és orientalista írta le 1836-ban, a Coccothraustes nembe Coccothraustes carnipes néven.

## Alfajai
- Mycerobas carnipes speculigerus (Brandt, 1841) - észak-Irán, dél-Türkmenisztán, Üzbegisztán, Kirgizisztán, Tádzsikisztán, Afganisztán és nyugat-Pakisztán
- Mycerobas carnipes merzbacheri (Schalow, 1908) - kelet-Kazahsztán és északnyugat-Kína
- Mycerobas carnipes carnipes (Hodgson, 1836) - északkelet-Afganisztán, észak-Pakisztán, India északi államai, Nepál, Bhután, Kína nyugati és középső része és észak-Mianmar [2]

## Előfordulása
Afganisztán, Bhután, Kína, India, Irán, Kazahsztán, Kirgizisztán, Mianmar, Nepál, Pakisztán, Oroszország, Tádzsikisztán, Türkmenisztán és Üzbegisztán területén honos.
Természetes élőhelyei a mérsékelt övi erdők és cserjések. Magassági vonuló.

## Megjelenése
Testhossza 22–24 centiméter, testtömege 50–66 gramm.
|  |

## Életmódja
Leginkább boróka és más fajta bogyókkal, valamint lucfenyő és hegyi kőris magjaival táplálkozik.

## Természetvédelmi helyzete
Az elterjedési területe rendkívül nagy, egyedszáma pedig stabil. A Természetvédelmi Világszövetség Vörös listáján nem fenyegetett fajként szerepel.